# Prudentópolis (tiểu vùng)
Prudentópolis là một tiểu vùng thuộc bang Paraná, Brasil. Tiều vùng này có diện tích 6168 km², dân số năm 2007 là 117700 người.